# Rudolf Breslauer
Werner Rudolf Breslauer (Leipzig, 4 juli 1903 – Midden-Europa, 28 februari 1945) was een Duitse fotograaf van Joodse afkomst.

## Levensloop

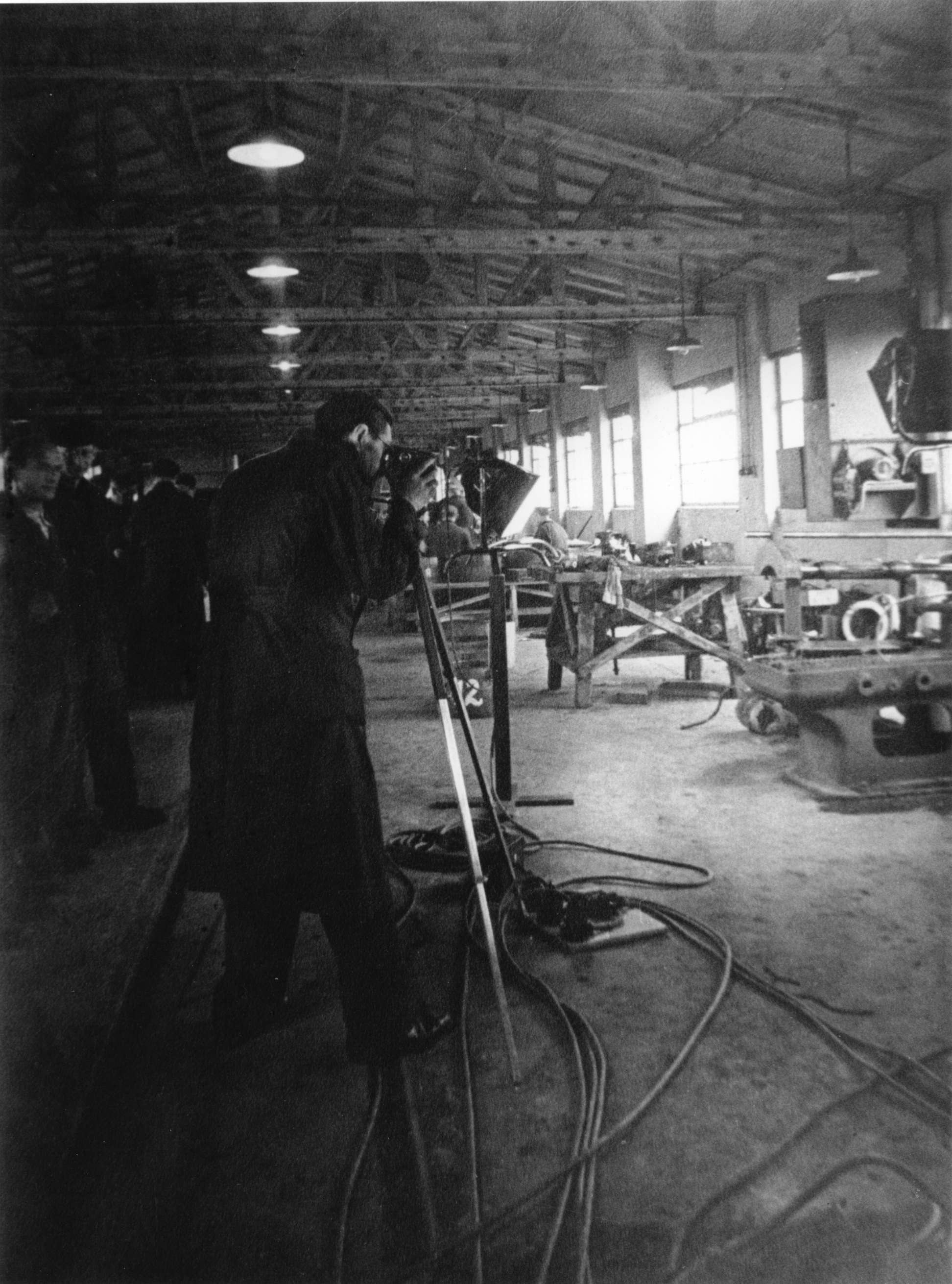
Breslauer aan het filmen in de vliegtuigsloperij voor de Westerborkfilm

Breslauer volgde een opleiding aan de Academie voor Kunstfotografie, waarna hij ging werken in de drukkerij van zijn grootvader. Nadat de nazi's in Duitsland aan de macht kwamen, vluchtte hij met zijn vrouw Bella Weihsmann en hun drie kinderen naar Nederland. In Nederland werkte hij bij drukkerijen in Leiden en Utrecht.
In 1942 werd Breslauer met zijn gezin gevangengenomen en gedeporteerd naar kamp Westerbork. In kamp Westerbork kreeg hij van kampcommandant Albert Konrad Gemmeker opdracht om pasfoto's van de gevangenen te maken en het leven in het kamp op foto's en film vast te leggen, wat leidde tot de Westerborkfilm. Op deze film is onder meer het Roma-meisje Settela Steinbach te zien dat op 19 mei 1944 de trein in stapt om naar Auschwitz te worden gedeporteerd.
Breslauer werd in de herfst van 1944 met zijn gezin naar Auschwitz gedeporteerd. Daar aangekomen werden zijn vrouw en hun twee zonen Stefan en Mischa in de gaskamer door de nazi's vermoord. Zelf overleed hij een paar maanden later in een onbekende plaats. Zijn dochter Ursula overleefde de oorlog.

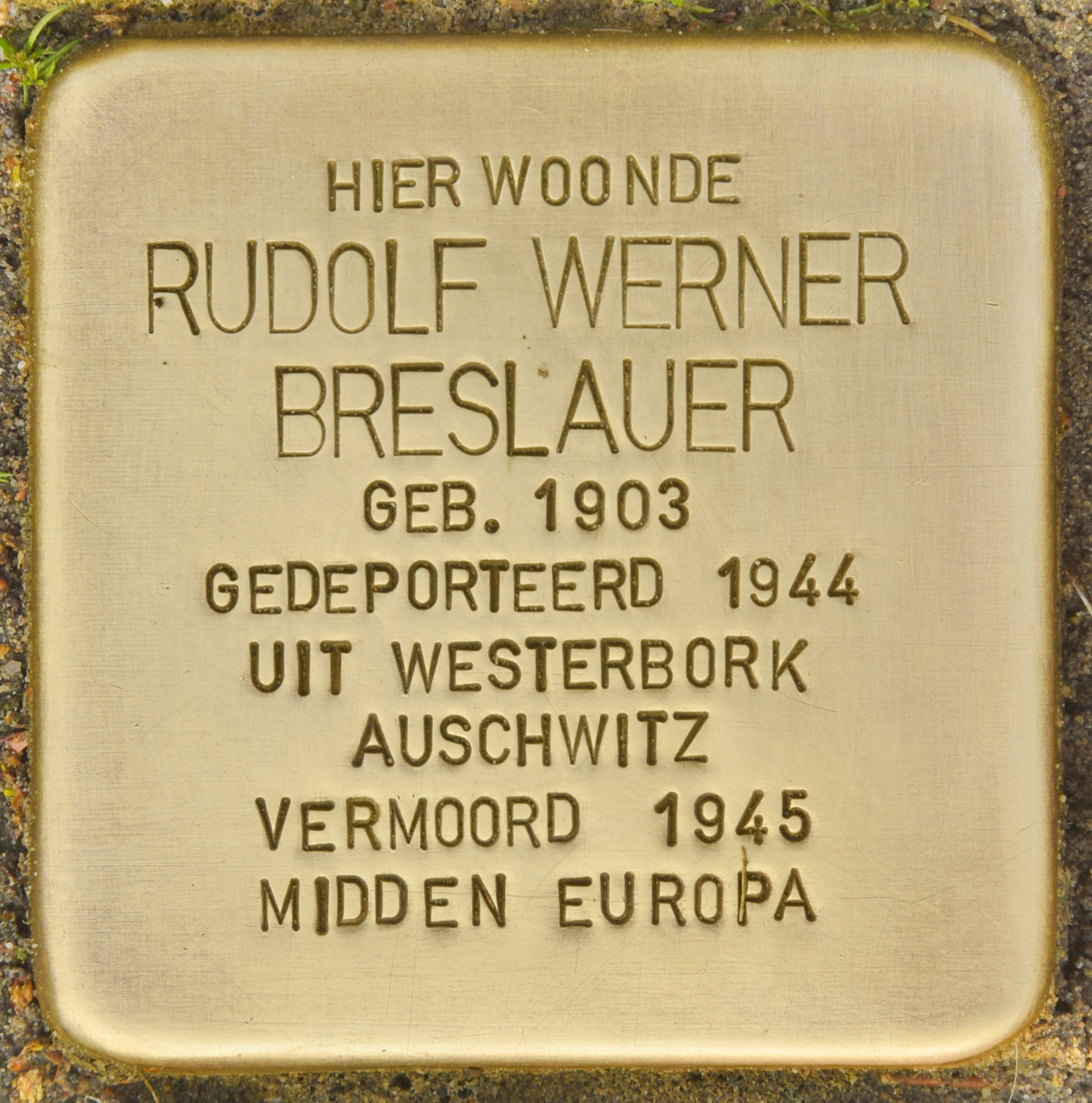
Stolperstein

Voor hun vroegere huis aan de Petrarcalaan in Utrecht liggen Stolpersteine voor het gezin Breslauer.

## Werken

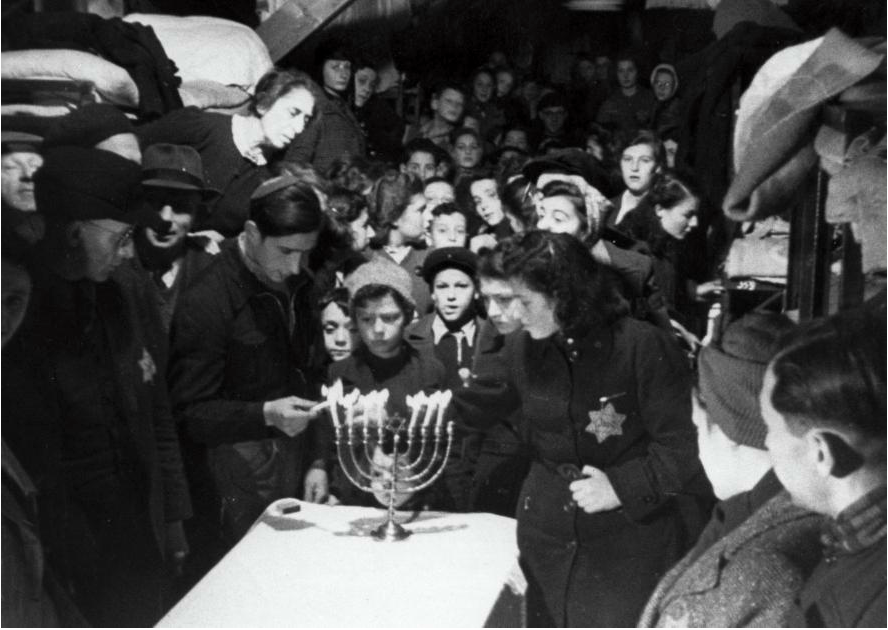
Chanoeka in Westerbork
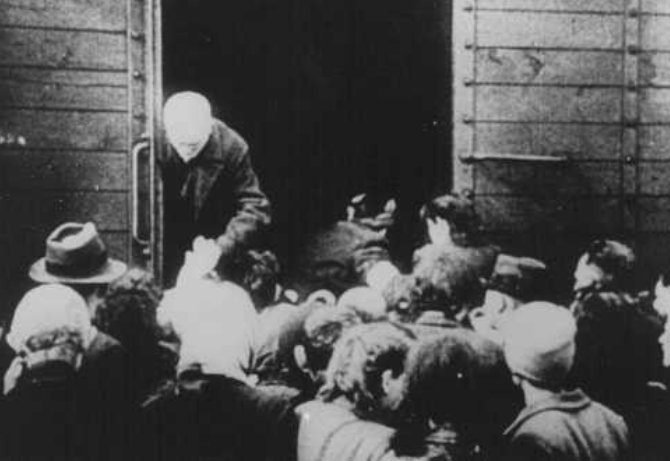
Deportatie naar Auschwitz
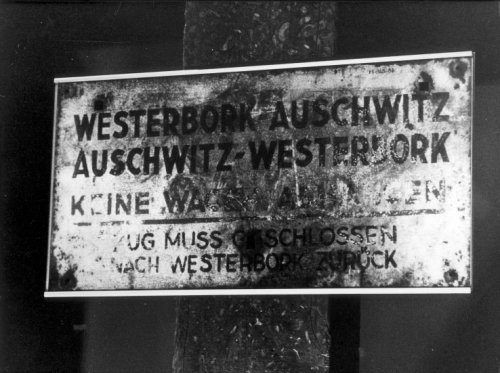
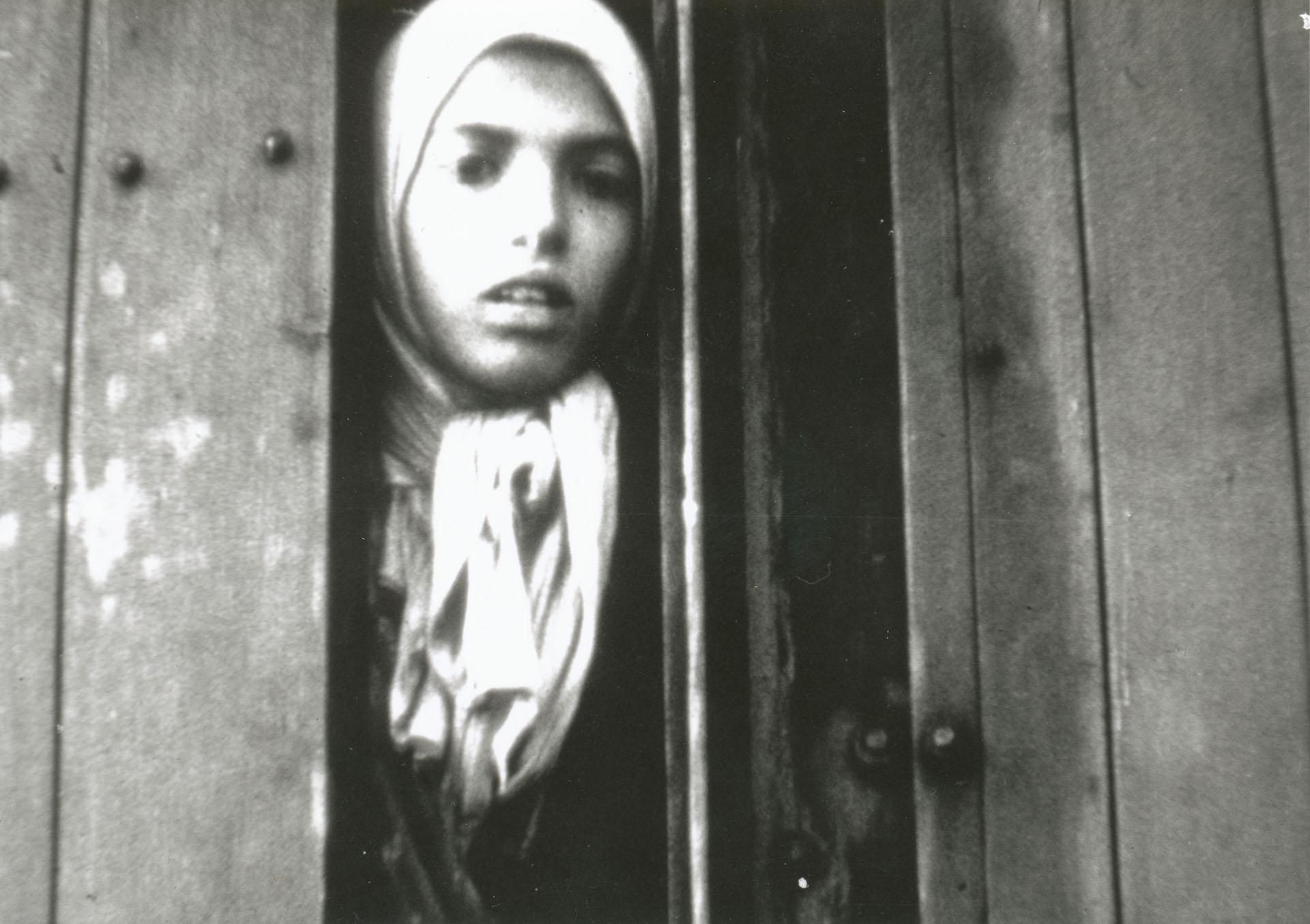
Still van Settela Steinbach uit de Westerborkfilm